# Pipile grayi
La pava goliblanca (Pipile grayi) es una especie de ave galliforme de la familia Cracidae perteneciente al género Pipile, hasta recientemente (2022) considerada una subespecie de la pava goliazul (Pipile cumanensis). Es nativa del centro de América del Sur.

## Distribución y hábitat
Se distribuye en el extremo sureste de Perú (en las adyacencias de los ríos Heath e Inambari), en el centro norte y este amazónico de Bolivia (Beni, La Paz, Cochabamba, y Santa Cruz), centro oeste de Brasil (sur de Rondônia, Mato Grosso y este de Mato Grosso do Sul), y norte de Paraguay (noreste de Alto Paraguay, Concepción y Amambay).
Esta especie es considerada bastante común en sus hábitats naturales: las selvas húmedas de terra firme y de várzea, bosques semi-caducifolios y en galería con estatura entre 15 y 20 m, y bosques del cerrado en la zona tropical. En el Pantanal de Brasil, la especie se encuentra en bosques semi-caducifolios más altos, así como también en el ecotono con el cerrado. En Bolivia ocurre hasta los 1500 m de altitud.

## Estado de conservación
La pava goliblanca ha sido calificada como casi amenazada por la Unión Internacional para la Conservación de la Naturaleza (IUCN) debido a que su población, todavía no cuantificada, se presume estar en decadencia moderadamente rápida como resultado de la combinación de la pérdida de hábitat y la presión de caza.

## Sistemática

### Descripción original
La especie P. grayi fue descrita por primera vez por el ornitólogo austríaco August von Pelzeln en 1870 bajo el nombre científico Penelope grayi; la localidad tipo dada fue: «Perú», pero se considera errada.

### Etimología
El nombre genérico masculino «Pipile» deriva del nombre específico Crax pipile cuyo epíteto por su vez, proviene del latín «pipilo» que significa ‘yo gorjeo’; y el nombre de la especie «grayi», conmemora al ornitólogo británico George Robert Gray (1808–1872).

### Taxonomía
La presente especie fue tradicionalmente tratada como una subespecie de la pava goliazul (Pipile cumanensis), pero fue elevada a especie plena por algunos autores con base en diferencias morfológicas tales como la corona blanca con estrías axiales negras y no blancuzca con anchas estrías axiales beige y el blanco extendiéndose hasta bien abajo del pescuezo; la garganta con un fino zarzo colgante gris blancuzco; un parche alar sólidamente blanco y no barrado negro sobre blanco; y las partes superiores ligeramente brillantes de verde oscuro y no azul oscuro. Esta separación fue posteriormente seguido por otras clasificaciones.